# 上崙交流道
上崙交流道為臺灣台86線的交流道，位於臺灣臺南市仁德區上崙里，指標為10K，在1999年12月30日通車，可通往仁德工業區，並可通往仁德車站。
|  | 10 上崙 |  | 歸仁 仁德 |

## 外部連結
- 台86線上崙交流道示意圖 （页面存档备份，存于）（交通部公路總局）